# Доња Калифорнија
Доња Калифорнија (шп. Estado de Baja California), држава је Мексика.
Налази се на крајњем северозападу земље, на обали Тихог океана и Залива Калифорнија. 
Има површину од 71.576 km² и око 2,8 милиона становника. 
На северу се граничи са државама САД Калифорнијом и Аризоном, на североистоку са мексичком државом Сонора, а на југу са Јужном Доњом Калифорнијом.
Главни град државе је Мексикали, док је највећи град државе Тихуана. Оба се налазе на северу уз америчку границу. Остатак државе је веома слабо насељен.
Држава је основана 1952.